# Ветеринарное управление МВД (Российская империя)
Ветеринарное управление МВД Российской империи было создано в апреле 1901 года в Санкт-Петербурге.
 Находилось по адресу — Театральная площадь № 3, частично занимая здание консерватории.
 Начальник управления приравнивался к Директору департамента.

## История
По действующим законам Российской империи центральное и местное управление гражданской ветеринарной частью было сосредоточено в Министерстве внутренних дел.
Главное управление было разделено между Ветеринарным управлением и Ветеринарным комитетом.
Ветеринарное управление являлось учреждением административного характера и отвечало за вопросы заведования и руководства мерами по предупреждению заразных и повальных болезней у животных, а также заведования и распределения средств от процентного сбора с гуртов.
Ветеринарный комитет МВД осуществлял свои обязанности по разрешению различных вопросов в области ветеринарного дела империи, исключительно лишь в совещательном порядке.

## Задачи управления:[2]

Нагрудный знак ветеринарного врача

- Предупреждение заразных заболеваний у домашних животных и скота
- Устроительство ветеринарных лечебниц, школ и лабораторий
- Сбор сведений о ветеринарно—санитарном состоянии Губерний Российской империи
- Составление инструкций по отраслям ветеринарной практики
- Составление отчётов по вывозу за рубеж продуктов животноводства и домашнего скота
- Разработка мер к сохранению скоропортящихся мясных продуктов
- Составление отчётов о процентном сборе с окота по губерниям империи

В 1917 году Ветеринарное управление МВД было передано в ведение Управления Главного врачебного инспектора МВД.
В 1918 году при НКВД РСФСР был создан Ветеринарный отдел, который был упразднён в 1919 году.

## Известные учёные и врачи-зоотологи, служившие в  Ветеринарном управлении МВД

С. Г. Гринцер (Горчаков) — Делопроизводитель III-го производства Ветеринарного управления МВД (1902—1916).

- Нагорский, Валентин Федосеевич — эпизоотолог, составитель первых ветеринарных законодательств по борьбе и предупреждению эпизоотий, действительный статский советник.
- Раевский, Аркадий Александрович — учёный-эпизоотолог, устроитель многих бактериологических лабораторий.
- Джунковский, Евгений Петрович[3] — протозоолог, впервые установил возбудителя тейлериоза у крупного рогатого скота.
- Гринцер, Сергей Григорьевич[4]  — ветеринарный врач, автор капитальной работы: «Современное положение ветеринарного дела в России»[5],  статский советник.
- Михин, Николай Андрианович — начальник управления в 1917г., профессор.